# Les hussards (film)
Les hussards is een komische film uit 1955 van Alex Joffé. De film is een herwerking van het gelijknamige theaterstuk van Pierre-Aristide Bréal.

## Verhaal
Tijdens de Italiaanse Veldtocht van Napoleon Bonaparte worden brigadier Le Gouce en soldaat Flicot, leden van een compagnie huzaren, op verkenningstocht gestuurd naar een dorp op het platteland. Eens ter plaatse verlaten ze hun paarden voor een plaspauze, waarna de paarden worden opgeschrikt door twee geliefden in het struikgewas en het op een lopen zetten. De twee militairen willen geen gezichtsverlies leiden tegenover hun compagnie en gaan samen met de geliefden terug op zoek naar hun transportmiddel. Eens aangekomen in een Italiaanse nederzetting blijken de plaatselijke bewoners enorm angstig te zijn tegenover de twee Fransen, gezien de Napoleontische soldaten bekendstaan als zeer vijandig en bloeddorstig. Ondanks de taalbarrière weet het duo de Italianen te overtuigen niet van kwade aard te zijn en eenvoudigweg hun paarden zoeken.
Intussen denkt kapitein Georges dat Le Gouce en Flicot in een hinderlaag zijn gelopen. Wanneer hij ze echter aantreft tussen de Italiaanse bewoners voelt hij zich verraden. Uit angst voor een berisping maken ze hem wijs dat ze getroffen zijn door een sluipschutter, waarop de kapitein besluit het dorp te gijzelen. Uiteindelijk komt de waarheid toch aan het licht en de twee worden voor het vuurpeloton geleid. Een plotse inval van de Oostenrijkers voorkomt echter hun dood maar kost wel het leven aan de rest van de compagnie. Bonaparte zelf herovert de nederzetting en wanneer hij de twee overblijvende huzaren vindt roept hij ze uit tot helden.

## Rolverdeling
| Acteur           | Personage        |
| ---------------- | ---------------- |
| Bernard Blier    | Le Gouce         |
| Bourvil          | Flicot           |
| Georges Wilson   | kapitein Georges |
| Giovanna Ralli   | Cosima           |
| Clelia Matania   | mevrouw Luppi    |
| Jean-Marie Amato | Carotti          |
| Daxely           | Giacomo          |
| Virna Lisi       | Elisa            |
| Louis de Funès   | koster Luigi     |